# Pterostichus schoenherri
Pterostichus schoenherri es una especie de escarabajo terrestre del género Pterostichus, categorizada en la tribu Pterostichini, de la subfamilia Harpalinae. Fue descrita por Faldermann en 1836.

## Distribución
Se distribuye por Turquía y Georgia.